# En Iron
En Iron (hebr. עין עירון) – moszaw położony w Samorządzie Regionu Menasze, w dystrykcie Hajfa, w Izraelu.

## Położenie
Moszaw En Iron leży na południe od masywu Góry Karmel, w otoczeniu miasteczek Pardes Channa-Karkur i Kafr Kara, kibuców Barkaj, Ma’anit, En Szemer i Kefar Glikson oraz moszawu Kefar Pines.

## Historia
Moszaw został założony w 1934 roku przez żydowskich imigrantów z Rosji, Polski i Niemiec. Nazwa pochodzi od regionu w którym się znajduje, nazywanego przez Arabów Wadi Ara, a przez Żydów Nahal Iron.

## Kultura
W moszawie znajduje się ośrodek kultury.

## Gospodarka
Gospodarka moszawu opiera się na intensywnym rolnictwie, uprawach w szklarniach, sadownictwie, hodowli drobiu i bydła mlecznego.

## Transport
Na wschód od moszawu przebiega autostrada nr 6, a na południowy wschód droga ekspresowa nr 65, brak jednak możliwości bezpośredniego wjazdu na nie. Z moszawu wyjeżdża się na południe na drogę nr 6503, którą jedzie się na zachód do moszawu Kefar Pines i miasteczka Pardes Channa-Karkur.